# Europa Cup (vrouwenhandbal) 1969/70
De European Champions Cup 1969/70 is de hoogste internationale club handbalcompetitie in Europa wat door de Internationale Handbalfederatie (IHF) organiseert.

## Deelnemers
| - VIF Dimitrov Sofia - HG København - SC Leipzig - 1. FC Nürnberg - US Ivry - Ferencvárosi TC - Valur Reykjavík - Maccabi A. Ramat-Gan - Lokomotiva Zagreb - Swift Roermond - Skjeberg IF - ASK Wrocław - UV Timișoara - Spartak Kyiv - Žalgiris Kaunas: Titelhouder - TJ Odeva Hlohovec |

## Eerste ronde
| Team 1          | Team 2               | 1       | 2       |
| --------------- | -------------------- | ------- | ------- |
| Spartak Kyiv    | TJ Odeva Hlohovec    | 24 – 10 | 13 – 11 |
| Valur Reykjavík | ASK Wrocław          | 12 – 19 | 11 – 13 |
| Žalgiris Kaunas | Lokomotiva Zagreb    | 15 – 10 | 08 – 08 |
| Skjeberg IF     | US Ivry              | 10 – 08 | 09 – 10 |
| 1. FC Nürnberg  | Maccabi A. Ramat-Gan | 30 – 04 | 22 – 09 |
| HG København    | VIF Dimitrov Sofia   | 12 – 03 | 12 – 08 |
| UV Timișoara    | Swift Roermond       | 13 – 08 | 12 – 06 |
| Ferencvárosi TC | SC Leipzig           | 08 – 07 | 10 – 19 |

## Kwartfinale
| Team 1       | Team 2          | 1       | 2       |
| ------------ | --------------- | ------- | ------- |
| ASK Wrocław  | Spartak Kyiv    | 12 – 24 | 12 – 25 |
| Skjeberg IF  | Žalgiris Kaunas | 12 – 16 | 10 – 17 |
| HG København | 1. FC Nürnberg  | 17 – 06 | 11 – 10 |
| SC Leipzig   | UV Timișoara    | 09 – 06 | 18 – 11 |

## Halve finale
| Team 1          | Team 2       | 1       | 2       |
| --------------- | ------------ | ------- | ------- |
| Žalgiris Kaunas | Spartak Kyiv | 07 – 08 | 10 – 12 |
| SC Leipzig      | HG København | 19 – 09 | 16 – 13 |

## Finale
| Datum        | Team 1       | Score   | Team 2     | Locatie                       |
| ------------ | ------------ | ------- | ---------- | ----------------------------- |
| 4 april 1970 | Spartak Kyiv | 09 – 07 | SC Leipzig | Bratislava, Tsjecho-Slowakije |

|              |
|              |
| Spartak Kyiv |
| 1ste titel   |